# گمینا بولشکوویتسه
گمینا بولشکوویتسه (به لهستانی:  Gmina Boleszkowice) یک گمینا در لهستان است که در شهرستان مشلیبوژ واقع شده‌است. گمینا بولشکوویتسه ۱۲۹٫۹۲ کیلومتر مربع مساحت و ۲٬۸۹۹ نفر جمعیت دارد.